# Худбард
Худбард (Худбад; умер около 600) — вождь племён оногуров. 
Аварский хан Баян назначил его на наместником Оногундурима и объединённых племён кутригур и утигуров.
Худбад умер около 599—601 годов. Согласно одному источнику, вследствие заболевания лихорадкой в 599 году. Согласно другим источникам погиб в битве возле реки Тиса в 601 году, где оногуры столкнулись с Византией, с одной стороны, с аварами и их союзниками с другой.
После смерти Худбарда, оногуров возглавил старший сын Албури, которого сменил младший сын Органа, бывший регентом, пока не вырос Кубрат — сын Албури — и не пришёл к власти.